# Hervormde kerk (Uden)
De hervormde kerk was een protestants kerkgebouw in de tot de Noord-Brabantse gemeente Maashorst behorende plaats Uden. De kerk was gelegen aan de Valkenburgstraat.

## Geschiedenis
Hervormden kwamen na ongeveer 1950 ook in Uden te wonen, door import van mensen die werkten in de opkomende industrie en op de Vliegbasis Volkel. 
Deze kerk werd gebouwd in 1955 naar ontwerp van Reinier Tybout. Vanaf 1956 maakte ook de gereformeerde gemeente van Oss gebruik van deze kerk. In 1965 werd de gereformeerde gemeente Uden-Grave opgericht. Sinds 1941 werden er in Uden al gereformeerde diensten gehouden, eerst in een café, vanaf 1952 in een gebouwtje van de Katholieke Arbeidersbeweging (KAB), voorloper van het NKV, aan de Odiliastraat, en vanaf 1956 dus in de Hervormde kerk. Deze gereformeerde gemeente is uiteindelijk opgegaan in de PKN.
In 1982 werd de kerk gesloopt en betrok men de latere protestantse kerk.

## Architectuur
De kerk was een voorbeeld van wederopbouwarchitectuur. Het betrof een zaalkerkje op rechthoekige plattegrond, uitgevoerd in betonskeletbouw en bakstenen. Een aan de gevel bevestigd betonprofiel, voorzien van een metalen kruis, vervult de functie van toren. De kerk wordt gedekt door een schilddak.